# Hans Lampe (Baumeister)

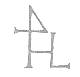
Zeichen von Hans Lampe am Gewandhaus

Hans Lampe (* unbekannt; † 1604 in Braunschweig) war der Baumeister des Gewandhauses in Braunschweig, eines der bemerkenswertesten Renaissancebauten Norddeutschlands.

## Leben
Über das Leben von Lampe ist wenig bekannt, er wurde 1572 Ratsherr im Weichbild Altewiek und zum Generalbaumeister Braunschweigs (1589 bis 1593) ernannt. Damit war er für das Bauwesen in der gesamten Stadt zuständig.

## Werke

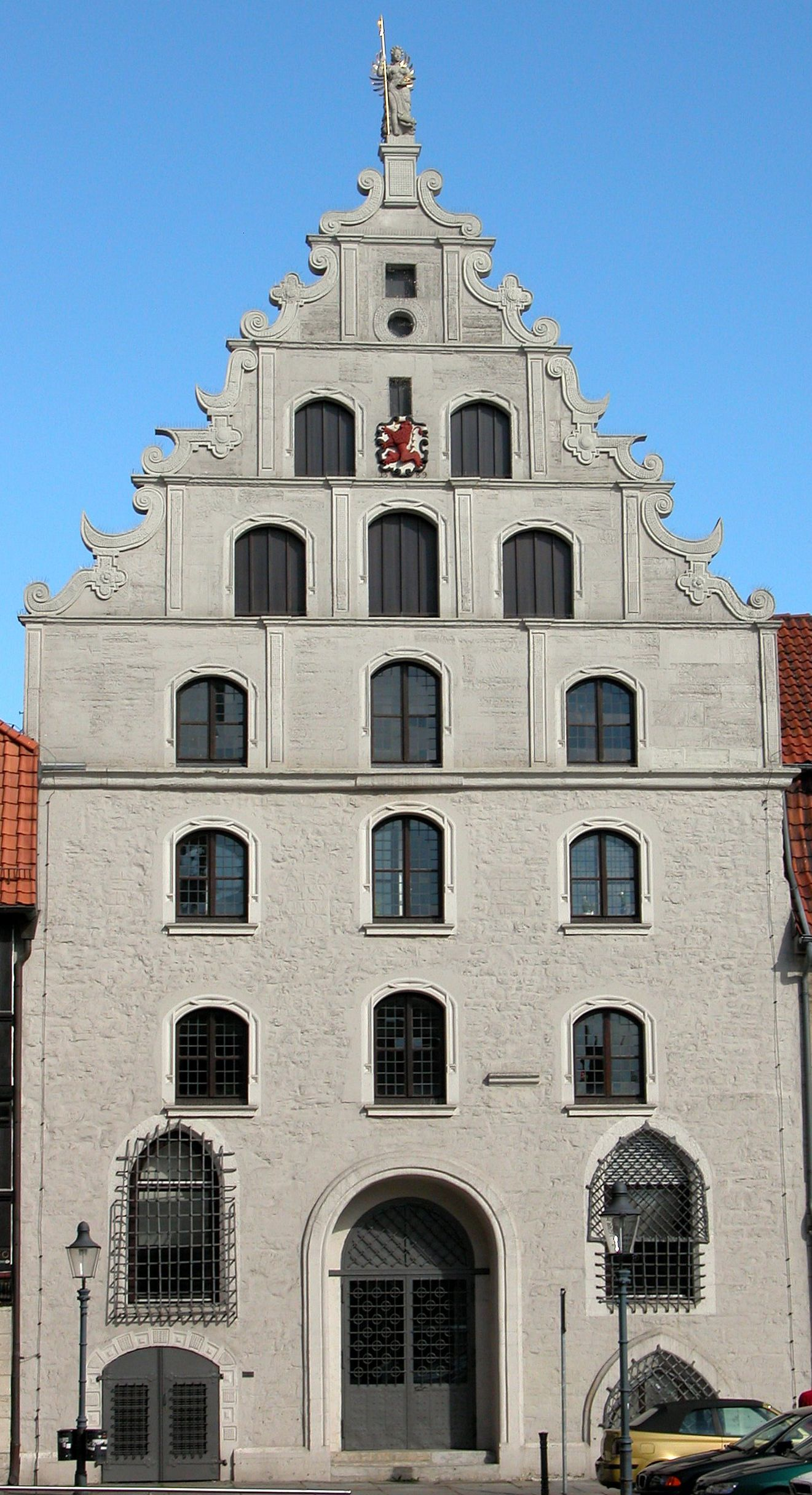
Westfassade des Gewandhauses von Hans Lampe

Er verfolgte das ehrgeizige Projekt Gewandhaus und der erste Umbau des im Laufe der Zeit baufällig gewordenen Gebäudes erfolgte von 1588 bis 1592 nach seinen Entwürfen und unter seiner Aufsicht. Auf ihn geht die Umgestaltung des Ostgiebels als Schaufassade zurück.
Bemerkenswert ist, dass sein Zeichen als ein Steinmetzzeichen neben dem Zeichen des Bildhauers Balthasar Kircher, der die Steinmetz- und Steinbildhauerarbeiten zum Teil gemeinsam mit dem Bildhauer Jürgen Röttger ausgeführt hat, im Bauwerk eingeschlagen ist. Er wurde nicht nur als Baumeister, sondern auch als „Kämmerer“ des Weichbilds Altewiek bezeichnet.
In der Bauzeit der Martinsschule von 1592 bis 1595 trat er wie ein Bauherr auf und zeichnete die Materialbeschaffung und Abrechnungen nachweislich ab. Als Generalbaumeister war er mit Sicherheit nicht nur für das Material und die Bauabrechnung, sondern auch für die Gesamtplanung verantwortlich. Die Steinmetz- und Steinbildhauerarbeiten führte Balthasar Kircher aus. Die Martinsschule wurde im Zweiten Weltkrieg in der Bombennacht des 15. Oktober 1944 zerstört. Von der Martinsschule existiert heute lediglich ein Portal am Eingang zur Aula des Gymnasiums Martino-Katharineums.